# Jackson Avery
Jackson Avery è un personaggio della serie televisiva Grey's Anatomy, interpretato da Jesse Williams.

## Introduzione
Jackson Avery entra a far parte dello staff del Seattle Grace Mercy West Hospital nell'episodio Invasione. Viene descritto come il bel ragazzo senza cervello, ma farà del suo meglio per migliorare. All'inizio nasconde una cotta per Cristina e la bacia a una festa, ma quest'ultima lo allontana. Successivamente ha una relazione con Lexie, che però lascia perché capisce che lei è ancora innamorata di Mark Sloan. Durante parte della nona e della decima stagione frequenterà April Kepner, ma poi i due si lasceranno e lui intraprende una relazione con la specializzanda Stephanie Edwards che lascerà quando capirà di essere sempre stato innamorato di April e fuggendo con lei dal suo matrimonio con il paramedico Matthew, la sposa in segreto.
È il nipote del celeberrimo chirurgo Harper Avery, la stessa persona che ha istituito il famoso premio con il suo nome.

## Storia del personaggio

### Sesta stagione
Originariamente era uno specializzando in chirurgia del Mercy West che si unisce al Seattle Grace durante la fusione dei due ospedali.
Durante la serie si scopre che è il nipote del famoso chirurgo, il dottor Harper Avery, e che inizialmente ha una cotta per Cristina, baciandola ubriaco a una festa, ma Cristina interrompe il bacio.

### Settima stagione
Dopo la sparatoria, nella settima stagione, Jackson sembra avere una sorta di stress post traumatico come gli incubi di notte o compiendo errori di distrazione come la caduta involontaria di oggetti in sala operatoria. Per essere assegnato a qualche strutturato decide di usare il suo fascino, in particolare con la dottoressa Altman.
Nell'ottavo episodio Jackson confida a Lexie di non aver nessun amico e lei gli risponde di essere sua amica e che ci sarà sempre per lui.
Jackson passa al servizio di Sloan, il quale lo elogia per il suo bel viso, sostenendo che avrà una grande carriera come chirurgo plastico; in cambio però deve far sì che Lexie gli confidi i sentimenti che prova dopo la rottura con Mark, per poi poterlo riferire. Inizialmente Jackson confida a Sloan che il padre di Lexie è in ospedale accompagnato dalla fidanzata dell'età di Lexie e che lei è abbastanza a disagio per ciò. Successivamente Lexie gli confida la sua frustrazione dovuta al fatto che nessuna delle persone per lei più importanti sembra volerla coinvolgere nei propri problemi e Jackson decide di non riferire niente a Sloan. La sera stessa Jackson capisce di provare qualcosa per Lexie e la invita a bere qualcosa da Joe. Da quel momento i due continuano a flirtare casualmente l'uno con l'altra. Quando un loro paziente deve rompere con la sua ragazza perché lei potrebbe infettarlo con una malattia che lo ucciderebbe in meno di poche settimane, Jackson e Lexie non sono d'accordo su ciò che il paziente deve fare. Lexie pensa che alla coppia dovrebbe essere data una possibilità, perché innamorarsi è raro, mentre Jackson crede che ci sia più di un'anima gemella per tutti. Alla fine Lexie si rende conto che non solo è vero per il loro paziente, ma che si applica anche a lei e Jackson. I due discutono sull'avere più anime gemelle e Jackson le dice che più uomini farebbero la fila per uscire con lei, proponendosi come il primo di loro. A casa fanno la doccia insieme, mentre vengono quasi beccati da April, e nelle puntate successive la loro relazione si stabilizza nonostante un'iniziale gelosia di Jackson verso Sloan che si palesa quando vede Lexie preoccupata per il bel chirurgo plastico in ansia per Callie e sua figlia.

### Ottava stagione e successive
Continua sempre la sua passione per la chirurgia plastica, Mark Sloan lo nota e decide di insegnargli (i due si fanno chiamare "la banda dei plastici"). Nel primo e secondo episodio si notano le sue grandi capacità di leader diventando il Gunther durante un'operazione dove riesce a prendere le redini e a concludere con successo.
Nel quinto episodio arriva sua madre, chirurgo, per effettuare il primo trapianto al mondo di pene. Decide di scegliere i suoi assistenti con una gara, i cui vincitori sono Meredith e Jackson. Per non permettere alla madre di intromettersi nella sua vita privata manda Lexie fuori città, a trovare sua sorella Molly.
Durante l'operazione Meredith deve abbandonare la sala operatoria a causa di Zola e viene sostituita da April che per sbaglio compromette l'operazione, ma l'intervento tempestivo di Jackson e di Mark calma la situazione, permettendo alla madre di notare le capacità di suo figlio e il suo amore per la chirurgia plastica. Prima di lasciare Seattle la madre lo mette in guardia da Mark, avendo sentito di come parla di Lexie e di non soffrire per lei.
Jackson incomincia a notare che la sua fidanzata è ancora troppo legata a Mark e per non soffrire più decide di lasciarla. Da questo momento in poi deciderà di dedicarsi solo al lavoro, sebbene pensi ancora a Lexie.
Si specializzerà quindi in chirurgia plastica e instaurerà con Mark una bellissima e profonda relazione di amicizia, tanto che è lui a proporre di dedicare l'ospedale e lui e Lexie, dopo la loro morte a seguito dell'incidente aereo.
Si fidanzerà con April Kepner che poi lascerà dopo che essa lo ferirà. In seguito durante il matrimonio della Bailey essendo rimasto bloccato in auto con Stephanie Edwards, una matricola, avrà un rapporto sessuale. Dopo di che si rimetterà con April Kepner con la quale si sposerà poi nella successiva decima stagione, in segreto da tutti i colleghi e amici dopo averle confessato il proprio amore al matrimonio di lei ed essere scappati insieme. I due avranno anche un figlio, che chiamano Samuel Norbert Avery, ma il bambino sopravvive solo pochi minuti dalla nascita a causa di una malattia alle ossa scoperta durante la gravidanza di April. Dopo la morte del piccolo Samuel la vita coniugale tra April e Jackson diventa sempre più difficile. Per riuscire a superare il trauma, April accetta di seguire Hunt in una missione in Medio Oriente, dove acquisisce diverse abilità, ma quando torna, per poi confessare di voler tornare nelle zone di guerra, Jackson mette in chiaro che se lo farà, lui non la aspetterà: anche se capisce che lei se ne sia andata poiché sofferente per la terribile perdita, fare questo ha imposto a lui, che stava soffrendo a sua volta, a dover tollerare di poter perdere anche lei ogni giorno invece che averla a casa a superare il trauma insieme. Dodicesima stagione: Jackson ed April firmeranno le carte del divorzio, ma il giorno stesso April scopre di essere nuovamente incinta di Jackson un paio di anni dopo la morte di Samuel. Nascerà una bambina che chiameranno Harriet.
All'inizio della tredicesima stagione, April torna a vivere a casa di Jackson per il bene della loro bambina ma non si rimetterà con lui. Dopo un caso medico in Montana, i due finiranno a letto insieme ma non riprenderanno la loro relazione. A fine stagione, Jackson incomincia a provare dei sentimenti per Maggie Pierce dopo aver lavorato insieme sul caso della madre adottiva di Maggie, con disappunto di April. I due iniziano una relazione che con i problemi al lavoro e quelli con le loro famiglie rimane in bilico. Nella quindicesima stagione, il mattino dopo il matrimonio di April con Matthew e quello di Jo e Alex, i due andando al lavoro rischiano di essere investiti da un'auto ma vengono salvati dal Dottor De Luca. Quella stessa sera, dopo aver perso una paziente, Jackson parla con Maggie e capisce di avere un trauma causato da ciò che è successo alla sua famiglia e decide di andarsene mandando soltanto una mail ai colleghi.
Alla fine della sedicesima stagione Jackson e Maggie si lasciano, e lui intraprende una relazione con la pompiere Vic. Jo e Jackson diventeranno amici, nella diciassettesima stagione Jackson inviterà Jo a casa sua e durante un momento di sconforto di lei per la perdita del marito che è tornato con la sua ex, Jackson e Jo vivranno momenti di intimità, ma non saranno di essere pronti ad affrontare una relazione e resteranno amici. In seguito al COVID ed ai fatti che hanno coinvolto le persone di colore, decide di prendere in mano la fondazione Fox e si trasferisce con April a Boston. Farà sporadiche apparizioni, dapprima proponendo a Meredith di trasferirsi anche lei e poi nelle vicende che coinvolgono la fondazione al Grey-Sloan.